# 谈舒萍
谈舒萍（1977年—），广西梧州人，中国前女子跳水运动员。

## 生涯
谈舒萍于1989年被国家跳水队总教练徐益明召进国家跳水队进行集训。1992年，15岁的谈舒萍和“跳水皇后”高敏一同参加巴塞罗那奥运会女子3米跳板比赛，但因大赛经验不足而无缘决赛。
高敏退役后，谈舒萍成为了国家队重点培养对象，并迎来了巅峰期。1993年为中国队夺得跳水世界杯女子3米跳板比赛冠军。次年，谈舒萍在世界游泳锦标赛女子1米跳板比赛中夺得亚军，而在女子3米跳板比赛中则力压俄罗斯的维拉·伊莲娜夺冠。1996年，谈舒萍再次参加奥运会女子3米跳板跳水比赛，但仍然无缘决赛。经历两次奥运会的失意后，谈舒萍决定退役。
离开跳水赛场后，谈舒萍进入中山大学学习，毕业后返回广西担任跳水教练。